# Papil·la gustativa

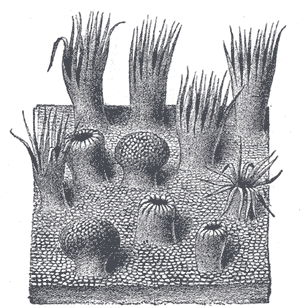
Imatge on es poden observar diverses papil·les gustatives

Les papil·les gustatives són un conjunt de receptors sensorials o més específicament anomenats receptors gustatius en contínua regeneració. Es troben en la llengua i són els principals promotors del sentit del gust. Depenent de la seva localització a la llengua tenen l'habilitat de detectar millor cert tipus d'estímuls o gustos. Les papil·les gustatives són uns òrgans sensorials existents a la llengua que permeten percebre els gustos; aquests es divideixen en dolç, salat, àcid, amarg i umami, també coneguda com a glàndula gustativa pomarus. Es poden observar a simple vista les papil·les, són una espècie de bulbs carnosos de diversos mil·límetres, i la majoria d'elles contenen uns botons gustatius que tenen uns pèls microscòpics molt sensibles denominats cilis, que envien informació al cervell sobre el gust.
Una persona mitjana té aproximadament 10.000 papil·les gustatives Però, a mesura que una persona va envellint, algunes d'aquestes cèl·lules no es regeneren. Un ancià pot tenir només 5.000 papil·les que funcionin correctament. Per això alguns aliments poden tenir diferent gust per a un nen que per a un adult o ancià. Fumar també pot reduir la quantitat de papil·les.
D'altra banda, els receptors olfactius contenen també cèl·lules que complementen la feina de les papil·les. Durant la masticació, el menjar allibera substàncies químiques que ascendeixen immediatament pel nas. Les esmentades substàncies estimulen els receptors olfactius. En circumstàncies de congestió nasal per al·lèrgia, refredat o similar, pot semblar que el menjar tingui menys gust. Això es deu que la part superior del nas no és prou neta com per captar aquestes substàncies químiques que estimulen els receptors olfactius (encarregats d'informar el cervell perquè aquest creï la sensació del sabor).

## Localització dels gustos
Contràriament a l'opinió popular que els gustos se senten per parts a la llengua, les qualitats gustatives es troben en totes les àrees de la llengua.
El mapa de la llengua (parts de la llengua més sensibles a determinats gustos) original està basat en la mala traducció, de part del psicòleg Edwin Garrigues Boring, d'una revista alemanya que va ser impresa el 1918. La sensibilitat dels sabors ocorre al llarg de tota la llengua i també en altres regions de la boca on hi ha papil·les gustatives.

Esquema d'una papil·la gustativa

## Tipus
Hi ha tres tipus de papil·les gustatives:

### Papil·les caliciformes
Són les papil·les menys nombroses, però són les més voluminoses, i les importants; són les receptores del gust amarg. Estan disposades a prop de la base de la llengua, en dues línies que es reuneixen a la part mitjana i posterior, formant un angle agut, anomenat V lingual. El nombre d'aquestes papil·les és d'onze, i la més gran està situada en el vèrtex. Cada una té la forma d'un tronc de con invertit, i està col·locada en una depressió semblant a un calze, d'on ve el nom caliciforme.
Entre la papil·la i la vora del calze s'observa un solc anular, a les vores del qual sobresurten les extremitats dels corpuscles gustatius en forma de filaments.
Cada corpuscle gustatiu té la forma d'una oliva i comprèn dues classes de cèl·lules:
- Cèl·lules de suport: Es troben a la perifèria i estan una mica encorbades per embolicar les cèl·lules gustatives del centre.

- Cèl·lules gustatives: Són ovoides; la seva extremitat lliure acaba amb un bastonet que sobresurt a l'exterior del corpuscle, i la seva base està embolicada per les ramificacions d'un filet del glossofaringi. Sobre el trajecte del glossofaringi, es troba el gangli petrós que conté neurones gustatives; cada una d'aquestes neurones envia una dendrita a una cèl·lula gustativa, mentre el cilindre-eix es dirigeix cap a les capes òptiques i el cervell.

### Papil·les fungiformes
Tenen la forma d'un fong (bolet), com el seu nom indica, i es componen d'un cap voluminós, i d'un pediceli. Estan disseminades per tota la superfície de la llengua, especialment davant de la V lingual, aquestes són molt visibles i tenen un color vermellós a causa dels vasos sanguinis que les reguen. Aquest tipus de papil·les s'estimulen més en la infantesa i la vellesa a causa que són receptores del sabor dolç. Contenen corpuscles gustatius, com les caliciformes, i serveixen per al gust. Estan innervades per una branca del nervi facial, sovint anomenada corda del timpà, que s'enganxa al nervi lingual.

### Papil·les filiformes i foliades
Tenen forma cònica, cilíndrica i acaben per una corona de filaments punteguts. Aquestes formes variades fa que deixin lloc a la confusió a l'hora de classificar les papil·les. Són receptores del sabor àcid i salat; a més tenen funció tèrmica i tàctil. Aquest tipus de papil·la s'estimula més comunament en el període adult. Estan repartides en tota la superfície de la llengua disposades en sèries paral·leles que van obliquament del solc del mitjà de la llengua fins a les vores. Estan innervades pel nervi lingual que es desprèn de la branca inferior del trigemin i les ramificacions del qual penetren en els corpuscles de Krause visibles als filaments de les papil·les.